# Duck and Run
«Duck and Run» es una canción de la banda de rock alternativo estadonidense 3 Doors Down, lanzado a través de Republic Records el 9 de enero de 2001 como el tercer sencillo de su primer álbum de estudio The Better Life (2000). La canción se convirtió en el tercer número uno consecutivo de la banda en la lista de Billboard Mainstream Rock Chart, permaneciendo allí durante tres semanas. Después de los ataques terroristas del 11 de septiembre de 2001, la canción fue incluida en la lista de títulos inapropiados posteriores al 11 de septiembre distribuida por Clear Channel.

## Lista de canciones
- Sencillo (Edición británica)[3]

1. "Duck and Run" (versión álbum) – 3:52
2. "Better Life" (en vivo desde Amsterdam) – 3:02
3. "Life of My Own" (en vivo desde Amsterdam) – 4:50
4. "So I Need You" (en vivo desde Amsterdam) – 3:42

## Posicionamiento en lista
| Lista (2001)                            | Posición |
| --------------------------------------- | -------- |
| Estados Unidos (Bubbling Under Hot 100) | 10       |
| Estados Unidos (Alternative Airplay)    | 11       |
| Estados Unidos (Mainstream Rock)        | 1        |